# Pitestean
Pitestean es una variedad cultivar de ciruelo (Prunus domestica), de las denominadas ciruelas europeas, es marca registrada.
Una variedad de ciruela criada en Rumanía en el "Institutul de Cercetare – Dezvoltare pentru Pomicultura Pitesti – Maracineni" ("Instituto de investigación y desarrollo de Pomología Pitesti-Maracineni") situado en el Distrito de Argeș, mediante el cruce piramidal de las variedades 'Tuleu timpuriu' x 'Early Rivers'.
Las frutas tienen una talla de tamaño mediano a grande, forma ovoide, ligeramente extremo aplanado, ligeramente asimétrico, con peso promedio de 40 a 50 g, con piel color berenjena oscura, aromática recubierta de abundante pruina, fina, azul, y una pulpa color amarillo verdoso, textura firme, crujiente, jugosidad media, y sabor dulce equilibrado.

## Historia
En Rumanía se han desarrollado en los últimos 50 años en varias instituciones (áreas de Pitesti, Valcea, Voinesti, Strejesti y Bistrita) planes de actuación sobre las variedades de ciruelas locales más conocidas y ha tenido los siguientes objetivos: mejora de los antiguos cultivares autóctonos (Tuleu gras, Grase romanesti y Vinete romanesti); se han efectuado programas de mejoramiento de diversos cultivares con diferentes tiempos de maduración y con fruta de alta calidad, destinados tanto al mercado fresco como al procesamiento; obtención de cultivares de floración tardía resistentes a las heladas tardías de primavera, con resistencia o tolerancia a enfermedades virales (particularmente al virus "Plum pox"), así como con bajo vigor y fructificación estimulada.
'Pitestean' variedad de ciruela obtenida por el cruce de las variedades 'Tuleu timpuriu' como "Parental Madre" x fecundada por el polen de la variedad 'Early Rivers' como "Parental Padre", en el "Institutul de Cercetare – Dezvoltare pentru Pomicultura Pitesti – Maracineni" ("Instituto de investigación y desarrollo de Pomología Pitesti-Maracineni") situado en el Distrito de Argeș, (Rumanía). Fue obtenida una variedad de maduración más temprana, fruto más grande y de mejor calidad que 'Tuleu timpuriu'. Esta nueva variedad fue registrada comercialmente en el año 1982.
Hay alrededor de tres mil variedades pertenecientes a Prunus domestica disponibles en presentes a nivel mundial que pueden ser utilizados como progenitores en la actividad de mejoramiento de ciruela. Un análisis del pedigrí de los cultivares de ciruela desarrollado en los programas de mejoramiento rumanos muestra que la mayoría son descendiente de ‘Tuleu gras’, 'Renclod Althan’, ‘Anna Späth’, 'Stanley’ y ‘Early Rivers’, llamados 'ancestros'. Eso significa que la mayoría de los cultivares de ciruela tienen al menos uno de los antepasados como padre o abuelo. Para los 40 cvs de ciruela registrados en Rumanía en 60 años un mayor número de  cruces con estos "antepasados" han llevado a lo que llamamos "endogamia".
'Pitestean' debe su nombre a la ciudad rumana de Pitesti que está situada a orillas del Río Argeş, y es la ciudad capital del distrito de Argeș, de la región histórica de Valaquia.

## Características
'Pitestean' árbol semivigoroso, con una copa piramidal y ramas esqueléticas adornadas con formaciones frutales mixtas. Crece mejor en un lugar cálido y soleado, idealmente protegido del viento, sus exigencias al suelo del jardín son modestas: debe ser rico en nutrientes, húmico y húmedo y no propenso a encharcarse. Flor blanca, no auto polinizable, que tiene un tiempo de floración que comienza a partir del 15 de abril con el 10% de floración, para el 19 de abril tiene una floración completa (80%), y para el 1 de mayo tiene un 90% de caída de pétalos.
'Pitestean' tiene una talla de tamaño mediano a grande, forma ovoide, ligeramente extremo aplanado, ligeramente asimétrico, con peso promedio de 40 a 50 g;epidermis tiene una piel de grosor medio de color berenjena oscura, aromática recubierta de abundante pruina, fina, azul; sutura con línea visible, de color algo más oscuro que el fruto. Situada en una depresión muy suave, algo más acentuada junto a cavidad peduncular; pedúnculo de longitud mediano, fuerte, leñoso, con escudete muy marcado, muy pubescente, con la cavidad del pedúnculo estrecha, poco profunda, rebajada en la sutura y más levemente en el lado opuesto; pulpa de color amarillo verdoso, textura firme, crujiente, jugosidad media, y sabor dulce equilibrado.
Hueso no adherente, pequeño, tiene una forma ampliamente elíptica desde una vista lateral, elíptica desde el frente, a veces, la pulpa puede pegarse parcialmente a sus costados.
Su tiempo de recogida de cosecha temprano, que se inicia desde el 15 de julio a la primera década de agosto. Mantiene la fruta de 14 a 20 días en las condiciones óptimas de almacenamiento.

## Usos
Hay que prestar atención a su polinización cruzada, siendo imprescindible la presencia de un individuo de otra variedad como polinizador. Los frutos son atractivos en apariencia, y un sabor excelente.
Se usa comúnmente como postre fresco de mesa buena ciruela de postre de fines de verano, también se puede procesar por ejemplo en mosto, o compota.